# Impact One Night Only
Impact: One Night Only was een serie van professioneel worstelevenementen dat georganiseerd en geproduceerd werd door de Amerikaanse worstelorganisatie Impact Wrestling. De series werd gelanceerd in april 2013 met nieuwe pay-per-view (PPV) evenementen, die werden uitgebracht op de eerste vrijdag van elke maand, behalve voor de maand waar een live pay-per-view evenement werd gehouden.
Het concept werd op 11 januari 2013 aangekondigd door Impact President Dixie Carter als onderdeel van een wijziging in hun pay-per-view programmering. Voorafgaand aan de wijziging, had Impact maandelijkse pay-per-views.
Met de lancering van Impact Plus in 2019, is Impact Plus Monthly Specials de opvolger van het succes van One Night Only.

## 2013
| Evenement               | Opnamedatum     | Uitzendatum      | Stad             | Locatie     | Bron  |
| ----------------------- | --------------- | ---------------- | ---------------- | ----------- | ----- |
| X-Travaganza            | 12 januari 2013 | 5 april 2013     | Orlando, Florida | Impact Zone | [ 2 ] |
| Joker's Wild            | 12 januari 2013 | 3 mei 2013       | Orlando, Florida | Impact Zone | [ 2 ] |
| Hardcore Justice 2      | 17 maart 2013   | 5 juli 2013      | Orlando, Florida | Impact Zone | [ 2 ] |
| 10 Reunion              | 17 maart 2013   | 2 agusutus 2013  | Orlando, Florida | Impact Zone | [ 2 ] |
| Knockouts Knockdown     | 17 maart 2013   | 6 september 2013 | Orlando, Florida | Impact Zone | [ 2 ] |
| Tournament of Champions | 19 maart 2013   | 1 november 2013  | Orlando, Florida | Impact Zone | [ 2 ] |
| World Cup               | 18 maart 2013   | 6 december 2013  | Orlando, Florida | Impact Zone | [ 2 ] |

## 2014
| Evenement                | Opnamedatum      | Uitzendatum      | Stad                   | Locatie                 | Bron        |
| ------------------------ | ---------------- | ---------------- | ---------------------- | ----------------------- | ----------- |
| Tag Team Tournament      | 18 maart 2013    | 3 januari 2014   | Orlando, Florida       | Impact Zone             | [ 2 ] [ 3 ] |
| Hardcore Justice 3       | 29 december 2013 | 10 januari 2014  | Lowell, Massachusetts  | Lowell Auditorium       | [ 2 ] [ 3 ] |
| #OldSchool               | 30 december 2013 | 7 februari 2014  | Poughkeepsie, New York | Mid-Hudson Civic Center | [ 2 ] [ 3 ] |
| Joker's Wild 2           | 2 februari 2014  | 9 mei 2014       | Birmingham, Engeland   | National Indoor Arena   | [ 2 ] [ 3 ] |
| Global Impact Japan      | 2 maart 2014     | 4 juli 2014      | Tokio, Japan           | Ryōgoku Kokugikan       | [ 2 ] [ 3 ] |
| X-Travaganza 2014        | 12 april 2014    | 1 augustus 2014  | Orlando, Florida       | Impact Zone             | [ 2 ] [ 3 ] |
| World Cup 2014           | 12 april 2014    | 5 september 2014 | Orlando, Florida       | Impact Zone             | [ 2 ] [ 3 ] |
| Knockouts Knockdown 2014 | 10 mei 2014      | 7 november 2014  | Orlando, Florida       | Impact Zone             | [ 2 ] [ 3 ] |
| Victory Road             | 10 mei 2014      | 5 december 2014  | Orlando, Florida       | Impact Zone             | [ 2 ] [ 3 ] |

## 2015
| Evenement                         | Opnamedatum      | Uitzendatum      | Stad                           | Locatie               | Bron        |
| --------------------------------- | ---------------- | ---------------- | ------------------------------ | --------------------- | ----------- |
| Turning Point                     | 5 september 2014 | 9 januari 2015   | Charlottesville, Virginia      | John Paul Jones Arena | [ 3 ] [ 4 ] |
| Rivals                            | 6 september 2014 | 6 februari 2015  | Roanoke Rapids, North Carolina | Royal Palace Theatre  | [ 3 ] [ 4 ] |
| Joker's Wild 2015                 | 14 februari 2015 | 6 maart 2015     | Orlando, Florida               | Impact Zone           | [ 3 ] [ 4 ] |
| Hardcore Justice 2015             | 13 februari 2015 | 1 april 2015     | Orlando, Florida               | Impact Zone           | [ 3 ] [ 4 ] |
| X-Travaganza 2015                 | 15 februari 2015 | 6 mei 2015       | Orlando, Florida               | Impact Zone           | [ 3 ] [ 4 ] |
| Knockouts Knockdown 2015          | 15 februari 2015 | 1 juli 2015      | Orlando, Florida               | Impact Zone           | [ 3 ] [ 4 ] |
| World Cup 2015                    | 15 februari 2015 | 5 augustus 2015  | Orlando, Florida               | Impact Zone           | [ 3 ] [ 4 ] |
| Gut Check                         | 16 februari 2015 | 4 september 2015 | Orlando, Florida               | Impact Zone           | [ 3 ] [ 4 ] |
| The TNA Classic                   | 16 februari 2015 | 6 november 2015  | Orlando, Florida               | Impact Zone           | [ 3 ] [ 4 ] |
| Global Impact – USA vs. The World | 13 februari 2015 | 4 december 2015  | Orlando, Florida               | Impact Zone           | [ 3 ] [ 4 ] |

## 2016
| Evenement                | Opnamedatum         | Uitzendatum       | Stad                    | Locatie                      | Bron  |
| ------------------------ | ------------------- | ----------------- | ----------------------- | ---------------------------- | ----- |
| One Night Only: Live!    | 8 januari 2016      | 8 januari 2016    | Bethlehem, Pennsylvania | Sands Bethlehem Event Center | [ 5 ] |
| Rivals 2016              | 5–7 januari 2016    | 5 februari 2016   | Bethlehem, Pennsylvania | Sands Bethlehem Event Center | [ 5 ] |
| Joker's Wild 2016        | 7–9 januari 2016    | 4 maart 2016      | Bethlehem, Pennsylvania | Sands Bethlehem Event Center | [ 5 ] |
| Joker's Wild 2016        | 30–31 januari 2016  | 4 maart 2016      | Londen, Engeland        | Wembley Arena                | [ 5 ] |
| Joker's Wild 2016        | 30–31 januari 2016  | 4 maart 2016      | Birmingham, Engeland    | Barclaycard Arena            | [ 5 ] |
| Knockouts Knockdown 2016 | 17 maart 2016       | 22 april 2016     | Orlando, Florida        | Impact Zone                  | [ 5 ] |
| Victory Road 2016        | 17–19 maart 2016    | 20 mei 2016       | Orlando, Florida        | Impact Zone                  | [ 5 ] |
| World Cup 2016           | 13 juni 2016        | 22 juli 2016      | Orlando, Florida        | Impact Zone                  | [ 5 ] |
| X-Travaganza 2016        | 13–14 juli 2016     | 26 augustus 2016  | Orlando, Florida        | Impact Zone                  | [ 5 ] |
| September 2016           | 11–14 augustus 2016 | 16 september 2016 | Orlando, Florida        | Impact Zone                  | [ 5 ] |
| Against All Odds         | 16–17 augustus 2016 | 4 november 2016   | Orlando, Florida        | Impact Zone                  | [ 5 ] |
| December 2016            | 5 oktober 2016      | 12 december 2016  | Orlando, Florida        | Impact Zone                  | [ 5 ] |

## 2017
| Evenement                          | Opnamedatum      | Uitzendatum       | Stad              | Locatie       | Bron        |
| ---------------------------------- | ---------------- | ----------------- | ----------------- | ------------- | ----------- |
| One Night Only: Live!              | 6 januari 2017   | 6 januari 2017    | Orlando, Florida  | Impact Zone   | [ 4 ] [ 6 ] |
| Joker's Wild 2017                  | 7 januari 2017   | 10 februari 2017  | Orlando, Florida  | Impact Zone   | [ 4 ] [ 6 ] |
| Rivals 2017                        | 8 januari 2017   | 17 maart 2017     | Orlando, Florida  | Impact Zone   | [ 4 ] [ 6 ] |
| Victory Road – Knockouts Knockdown | 3–4 maart 2017   | 15 april 2017     | Orlando, Florida  | Impact Zone   | [ 4 ] [ 6 ] |
| Turning Point 2017                 | 22 april 2017    | 11 mei 2017       | Orlando, Florida  | Impact Zone   | [ 4 ] [ 6 ] |
| No Surrender 2017                  | 23 april 2017    | 16 juni 2017      | Orlando, Florida  | Impact Zone   | [ 4 ] [ 6 ] |
| GFW Amped Anthology – Part 1       | 24 juli 2015     | 11 augustus 2017  | Las Vegas, Nevada | Orleans Arena | [ 4 ] [ 6 ] |
| GFW Amped Anthology – Part 2       | 25 juli 2015     | 15 september 2017 | Las Vegas, Nevada | Orleans Arena | [ 4 ] [ 6 ] |
| GFW Amped Anthology – Part 3       | 21 augustus 2015 | 13 oktober 2017   | Las Vegas, Nevada | Orleans Arena | [ 4 ] [ 6 ] |
| GFW Amped Anthology – Part 4       | 23 oktober 2015  | 8 december 2017   | Las Vegas, Nevada | Orleans Arena | [ 4 ] [ 6 ] |

## 2018
| Evenement             | Opnamedatum      | Uitzendatum       | Stad                 | Locatie                  | Bron        |
| --------------------- | ---------------- | ----------------- | -------------------- | ------------------------ | ----------- |
| Collision in Oklahoma | 14 oktober 2017  | 10 januari 2018   | Shawnee, Oklahoma    | Firelake Arena           | [ 6 ] [ 7 ] |
| Collision in Oklahoma | 21 oktober 2017  | 10 januari 2018   | Windsor, Ontario     | St. Clair College        | [ 6 ] [ 7 ] |
| Canadian Clash        | 14 oktober 2017  | 16 februari 2018  | Windsor, Ontario     | St. Clair College        | [ 6 ] [ 7 ] |
| Canadian Clash        | november 2017    | 16 februari 2018  | Ottawa, Ontario      | Aberdeen Pavilion        | [ 6 ] [ 7 ] |
| Canadian Clash        | 3 december 2017  | 16 februari 2018  | Belleville, Michigan | Diamondback Saloon       | [ 6 ] [ 7 ] |
| March Breakdown       | 3 maart 2018     | 16 maart 2018     | Windsor, Ontario     | St. Clair College        | [ 6 ] [ 7 ] |
| Cali Combat           | 23 maart 2018    | 11 mei 2018       | Salinas, Californië  | Salinas Pal Armory       | [ 6 ] [ 7 ] |
| Zero Fear             | 3 juni 2018      | 15 juni 2018      | Mississauga, Ontario | Don Kolov Arena          | [ 6 ] [ 7 ] |
| Bad Intentions        | 25 augustus 2018 | 31 augustus 2018  | Mississauga, Ontario | Don Kolov Arena          | [ 6 ] [ 7 ] |
| Night of the Dummies  | 25 augustus 2018 | 14 september 2018 | Binghamton, New York | American Legion Post 80  | [ 6 ] [ 7 ] |
| BCW 25th Anniversary  | 6 oktober 2018   | 16 november 2018  | Windsor, Ontario     | St. Clair College        | [ 6 ] [ 7 ] |
| Back to Cali          | 1 december 2018  | 21 december 2018  | Salinas, Californië  | Salinas Pal Youth Center | [ 6 ] [ 7 ] |

## 2019
| Evenement              | Opnamedatum     | Uitzendatum     | Stad                   | Locatie             | Bron  |
| ---------------------- | --------------- | --------------- | ---------------------- | ------------------- | ----- |
| New Beginnings         | 26 januari 2019 | 9 februari 2019 | Hazleton, Pennsylvania | Holy Family Academy | [ 8 ] |
| Clash in the Bluegrass | 2 maart 2019    | 9 maart 2019    | Louisville, Kentucky   | Davis Arena         | [ 8 ] |